# صندوق النقد الإفريقي
صندوق النقد الإفريقي هو مؤسسة مالية مقررة للاتحاد الإفريقي، على الرغم من أنه سيتم نقل مسؤولياته في الوقت المناسب إلى البنك المركزي الإفريقي. هذه المؤسسة هي واحدة من المؤسسات المالية الثلاث التابعة للاتحاد الإفريقي في المستقبل. سيكون مقرها في ياوندي ، الكاميرون .

## المساهمة المقترحة
يتصور البنك أن يبلغ رأس المال المدفوع 23 مليار دولار.

## روابط خارجية
- مشروع النظام الأساسي لصندوق النقد الإفريقي
- مناقشات الاتحاد الإفريقي حول صندوق النقد الإفريقي